# Philodryas nattereri
Philodryas nattereri — вид отруйних змій родини полозових (Colubridae). Мешкає в Південній Америці. Вид названий на честь австрійського натураліста Йоганна Наттерера.

## Поширення і екологія
Philodryas nattereri широко поширені в центральній Бразилії, трапляються в Парагваї. Вони живуть в саванах та на луках серрадо та каатинга, трапляються на пасовищах і в садах. Живляться ящірками, дрібними ссавцями, амфібіями, а також яйцями плазунів і амфібій. Відкладають яйця.